# Antoinette (voornaam)
Antoinette of Antoinetta is een meisjesnaam. De naam is, net als Antonia, afgeleid van de jongensnaam Antonius, een Romeinse familienaam.

## Bekende naamdraagsters
- Antoinette van Merode (1828-1864), vorstin van Monaco
- A.H. Nijhoff (1879-1971), pseudoniem van Antoinette Hendrika Wind (1897-1971), Nederlands schrijfster
- Antoinette Hertsenberg (1964), Nederlandse presentatrice